# Agrasjön, Blekinge
Agrasjön är en sjö i Olofströms kommun i Blekinge och ingår i Skräbeåns huvudavrinningsområde. Sjön har en area på 0,0517 kvadratkilometer och ligger 50,7 meter över havet.

## Delavrinningsområde
Agrasjön ingår i det delavrinningsområde (623337-142058) som SMHI kallar för Vid Q i Län punkt. Medelhöjden är 67 meter över havet och ytan är 25,93 kvadratkilometer. Räknas de 44 avrinningsområdena uppströms in blir den ackumulerade arean 654,99 kvadratkilometer. Avrinningsområdets utflöde Skräbeån (Alltidhultsån) mynnar i havet. Avrinningsområdet består mestadels av skog (57 procent) och jordbruk (19 procent). Avrinningsområdet har 0,11 kvadratkilometer vattenytor vilket ger det en sjöprocent på 0,4 procent. Bebyggelsen i området täcker en yta av 3,4 kvadratkilometer eller 13 procent av avrinningsområdet.